# Мусаев, Вадим Шарафидинович
Вадим Шарафидинович Мусаев (род. 3 января 1993, Махачкала) — российский боксёр-профессионал, выступающий в полусредней и в первой средней весовых категориях. Заслуженный мастер спорта России, серебряный призёр чемпионата мира (2021), чемпион России (2021), двукратный призёр чемпионата России (2018, 2019), чемпион и лучший боксёр международного турнира в Словении (2019), чемпион международного турнира в Хорватии (2020) в любителях.
Лучшая позиция по рейтингу BoxRec — 244-я (июль 2023) и является 5-м среди российских боксёров первой средней весовой категории, входя в ТОП-245 лучших супер-полусредневесов всего мира.

## Биография
Родился в Краснодарском крае. По национальности — рутулец.
Является учеником каспийской школы бокса. В настоящее время живёт и тренируется в США.

## Любительская карьера
Боксом начал заниматься с 13 лет. Тренер — Зубер Джафаров.
В середине ноября 2019 года на чемпионате России, который проходил в Самаре, завоевал бронзовую медаль. В 2020 году, на чемпионате России дошёл до четвертьфинала. 4 сентября 2021 года в Кемерове, одолев в финале Юрия Осипова, стал чемпионом России.
В феврале 2022 года завоевал золото в весе до 71 кг на представительном международном турнире «Странджа» проходившем в Софии (Болгария), в финале победив соотечественника Ивана Ступина.

## Профессиональная карьера
26 ноября 2016 года успешно дебютировал на профессиональном ринге в Пятигорске (Россия), где он единогласным решением судей (счёт: 40-35, 39-36, 38-37) победил соотечественника Кантемира Калажокова (1-0).

## Статистика профессиональных боёв
В таблице перечислены результаты всех поединков боксёров.
В каждой строке указан результат поединка. Дополнительно номер поединка обозначен цветом, который обозначает итог поединка. Расшифровка обозначений и цветов представлена в нижеследующей таблице.
| Пример | Расшифровка                     |
| ------ | ------------------------------- |
|        | Победа                          |
|        | Ничья                           |
|        | Поражение                       |
|        | Планируемый поединок            |
|        | Поединок признан несостоявшимся |
| КО     | Нокаут                          |
| ТКО    | Технический нокаут              |
| PTS    | Решение судей (по очкам)        |
| UD     | Единогласное решение судей      |
| MD     | Решение большинства судей       |
| SD     | Раздельное решение судей        |
| RTD    | Отказ от продолжения боя        |
| DQ     | Дисквалификация                 |
| NC     | Поединок признан несостоявшимся |

| 6 поединков, 6 побед (3 нокаутом).                    | 6 поединков, 6 побед (3 нокаутом). | 6 поединков, 6 побед (3 нокаутом). | 6 поединков, 6 побед (3 нокаутом). | 6 поединков, 6 побед (3 нокаутом).                                | 6 поединков, 6 побед (3 нокаутом). | 6 поединков, 6 побед (3 нокаутом).                               |
| Бой                                                   | Рекорд                             | Дата боя                           | Соперник                           | Место проведения боя                                              | Раундов, время                     | Дополнительно                                                    |
| ----------------------------------------------------- | ---------------------------------- | ---------------------------------- | ---------------------------------- | ----------------------------------------------------------------- | ---------------------------------- | ---------------------------------------------------------------- |
| 7                                                     |                                    | 9 августа 2023                     | Кристиан Даниэль Баэс (19-2)       | Whitesands Events Center, Плант-Сити, Флорида, США                | (10)                               |                                                                  |
| 6                                                     | 6-0                                | 19 апреля 2023                     | Мартин Альварес Миранда (7-0)      | Whitesands Events Center, Плант-Сити, Флорида, США                | KO 1 (8), 2:03                     |                                                                  |
| 5                                                     | 5-0                                | 9 сентября 2022                    | Энвер Халили (10-3)                | Whitesands Events Center, Плант-Сити, Флорида, США                | TKO 1 (8), 1:42                    |                                                                  |
| Перешёл в полусредний вес — 147 фунтов (до 66,68 кг). |                                    |                                    |                                    |                                                                   |                                    |                                                                  |
| 4                                                     | 4-0                                | 15 мая 2021                        | Артём Лим (5-4)                    | УСК «Крылья Советов», Москва, Россия                              | TKO 3 (8), 0:53                    |                                                                  |
| Перерыв более чем в 4 года                            |                                    |                                    |                                    |                                                                   |                                    |                                                                  |
| 3                                                     | 3-0                                | 25 марта 2017                      | Али Курбанмагомедов (1-0)          | РГК «Капитан», Анапа, Краснодарский край, Россия                  | UD 4 (4)                           | Счёт судей: 40-36, 40-37, 39-37.                                 |
| 2                                                     | 2-0                                | 12 февраля 2017                    | Эмиль Ахмедов (0-1)                | Клуб единоборств «Бульдог», Краснодар, Краснодарский край, Россия | UD 4 (4)                           | Счёт судей: 40-35, 40-34 (дважды).                               |
| 1                                                     | 1-0                                | 26 ноября 2016                     | Кантемир Калажоков (1-0)           | КЗ «Россия», Пятигорск, Ставропольский край, Россия               | UD 4 (4)                           | Счёт судей: 40-35, 39-36, 38-37. Дебют в профессиональном боксе. |
| Бои в первом среднем весе — 154 фунта (до 69,85 кг).  |                                    |                                    |                                    |                                                                   |                                    |                                                                  |
| Бой                                                   | Рекорд                             | Дата боя                           | Соперник                           | Место проведения боя                                              | Раундов, время                     | Дополнительно                                                    |

## Спортивные результаты
- Чемпионат мира по боксу 2021 года — ;
- Чемпионат России по боксу 2018 года — ;
- Чемпионат России по боксу 2019 года — ;
- Чемпионат России по боксу 2021 года — ;
- Кубок губернатора Санкт-Петербурга 2017 года — ;
- Чемпионат ЮФО по боксу 2016 года — .

### Международные турниры
- Мемориал Магомед-Салама Умаханова, Россия, 2018 год — ;
- Гран-при Словенске-Конице, Словения, 2019 год — ;
- Турнир имени Феликса Штамма, Польша, 2019 год — ;
- Европейский кубок «Мостар», Биелина, Босния и Герцеговина, 2020 год — ;
- «Гран-при Загреб», Хорватия, 2020 год — ;
- Кубок Странджа (en), София, Болгария, 2022 год — .